# Herois de Fukushima

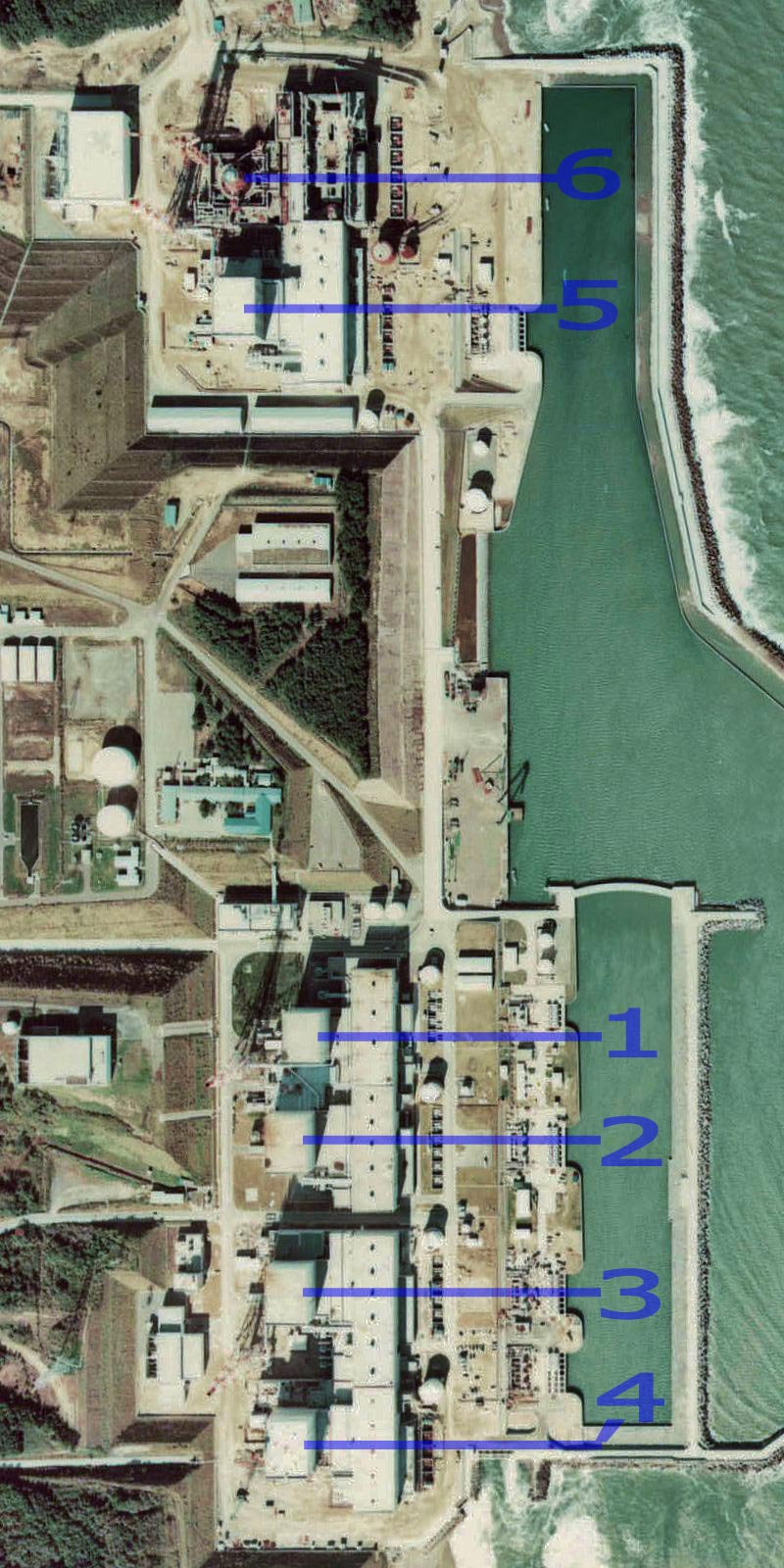
Vista aèria de la central nuclear de Fukushima

Els Herois de Fukushima, Liquidadors de Fukushima o Els 50 de Fukushima és el sobrenom col·lectiu pel qual es va conèixer, tant a nivell mundial com per la població japonesa, als treballadors de la central nuclear i el personal d'emergències (bombers, militars, etc.) encarregats de minimitzar els efectes i les greus conseqüències esdevingudes després de l'accident nuclear de Fukushima a Ōkuma.
Aquest accident nuclear ocorregué l'11 de març de 2011 i fou provocat per un terratrèmol i posterior tsunami que va tenir lloc aquell mateix dia, amb el seu epicentre localitzat a lOceà Pacífic, davant de la costa de Honshu, 130 km a l'est de Sendai (prefectura de Miyagi, Japó).
El 7 de setembre de 2011 foren guardonats amb el Premi Príncep d'Astúries de la Concòrdia per la seva tasca realitzada.

## Membres
Van formar part d'aquest grup, inicialment, 180 membres agrupats en torns de 50 persones. Posteriorment el nombre de persones s'amplià aproximadament a 800. En foren membres:
- Treballadors de la Central nuclear de Fukushima
- Enginyers de la Tokyo Electric Power Company
- Enginyers d'empreses privades com Toshiba i Hitachi
- Bombers
- Militars

## Feina a fer
Les brigades tenien diverses funcions, entre les quals: tornar l'electricitat a la central, apagar els incendis que es declaraven en ella, netejar la zona de runa, refredar les piscines dels reactors nuclears mitjançant el bombament d'aigua des de terra amb camions cisterna i per via aèria, i el segellat d'esquerdes per on es filtraven les partícules radioactives al mar i l'aire.